# Collection-appareils.fr
collection-appareils.fr est un site internet consacré à la collection d'appareils photographiques anciens. Il a été créé vers 1998 par Sylvain Halgand, initialement comme une vitrine pour sa collection. Vers 2010, le site est progressivement devenu collaboratif et a reçu les pages d'appareils appartenant à d'autres collectionneurs. Avec 14600 appareils présentés en 2022 c'est une référence précieuse pour les collectionneurs d'appareils photographiques francophones, voire anglophones puisque la plupart des pages est traduite en anglais.

## Histoire
Vers 1997-1998, Sylvain Halgand qui collectionnait les appareils photographiques depuis 1992 a mis en ligne un petit site pour présenter ses appareils. Les ressources sur le sujet étant faibles, surtout en français, il a reçu beaucoup de demandes de renseignements ce qui l'a poussé à ajouter un forum en 2003. Un mode d'enrichissement collaboratif a été mis en place vers 2010 et a permis au site de devenir une référence dans le domaine,,.

## Contenu
Outre les pages d’appareils le site présente des objectifs, des accessoires, des visionneuses stéréoscopiques, des photos anciennes et des articles historiques. On y trouve aussi des modes d'emploi libres d’accès, des photos prises avec certains appareils. Un moteur de recherche permet de rechercher un appareil sur le site ou dans les nombreux catalogues de distributeurs numérisés et indexés.

## Enrichissement du site
Le fonctionnement du site est différent d'un wiki. Le webmaster veut garder une homogénéité de la qualité des photos et des textes et les pages sont normalement verrouillées. Une à deux fois par an est lancé sur le forum un "TD" (Travail Dirigé). Les forumeurs intéressés inscrivent leurs appareils non encore présents et s'engagent à fournir dans un délai raisonnable une ou des photos au "standard" du site, un texte descriptif et à remplir la fiche technique. Les pages sont créées en mode brouillon pour chaque appareil et le proposant a accès à ces pages qui, après relecture croisée par un ou des utilisateurs tiers seront publiées et verrouillées en écriture. Ces contributions extérieures ont permis d'augmenter fortement les articles à disposition.

## Association
En 2008, des membres du forum ont créé la SASFCA (Société des amis du site et du forum Collection-Appareils) pour aider au financement, faire la promotion du site et favoriser la mise en commun des études et recherches sur le site. La participation à l'association est totalement libre et les accès au site et au forum sont les mêmes pour les membres et les non-membres.